# Obeliscurile Romei
În Roma sunt înălțate 13 obeliscuri. Din acestea, 8 sunt originale din Egipt, altele 5 au fost comandate a fi realizate în Egipt pentru romani. Obeliscul, care încă zace sub pământ, lângă biserica Sfântul Ludovic a francezilor, este și el originar din Egipt.

## Introducere în subiect
Obeliscurile sunt o creație minunată și inconfundabilă a arhitecturii și sculpturii Egiptului antic. Ele au atras admirația altor popoare încă din antichitate și au devenit un simbol al măiestriei și cutezanței creative. Din păcate, însă, o mulțime dintre ele au ajuns pe alte tărâmuri îndepărtate. Cea mai mare parte au fost smulse din mediul și peisajul lor încă din antichitate.
Primele două le-a luat, din fosta capitală Teba, regele asirian Assurbanipal, în sec.al 7-lea e.A. A dorit să-și împodobească cu ele capitala Ninive, după o expediție victorioasă în Egipt. Dar cele mai multe au traversat Marea Mediterană, pe timpul stăpânirii romane, pentru a împodobi capitala imperială și alte orașe italice. Aceste bijuterii ale arhitecturii au fost considerate trofee și au sfârșit prin a fi plasate în fața unor temple străine, a unor mausolee, sau pe spina unor circuri.
Mai aproape de zilele noastre, în ultimele două secole, alte câteva obeliscuri au luat drumul apusului pe calea unor donații ale stăpânilor musulmani ai Egiptului.
Ele dau prestanță sporită unor capitale străine, dar niciodată nu vor mai avea valoarea decorativă produsă în apropierea vechilor temple și în atmosfera mistică a vechiului Egipt.
Fiecare obelisc dorit de împărații Romei, și adus în cetatea eternă, a avut parte de o existență foarte aventuroasă și plină de pericole. Destinul lor a urmat destinul milenar al Romei, destin de glorie și decădere. Astăzi sunt cunoscute paisprezece obeliscuri pe întinsul capitalei italiene, dintre care unul este încă ne decopertat și încă nepus în valoare, lângă biserica Sfântul Ludovic a francezilor. 
Nu se poate contesta că ar mai exista și altele sub marele giulgiu ce acoperă zidirile antice, așa cum trebuie consemnat că foarte multe s-au descoperit într-o stare atât de deteriorată, încât  refacerea lor a fost imposibilă.

## Obeliscul de la Lateran

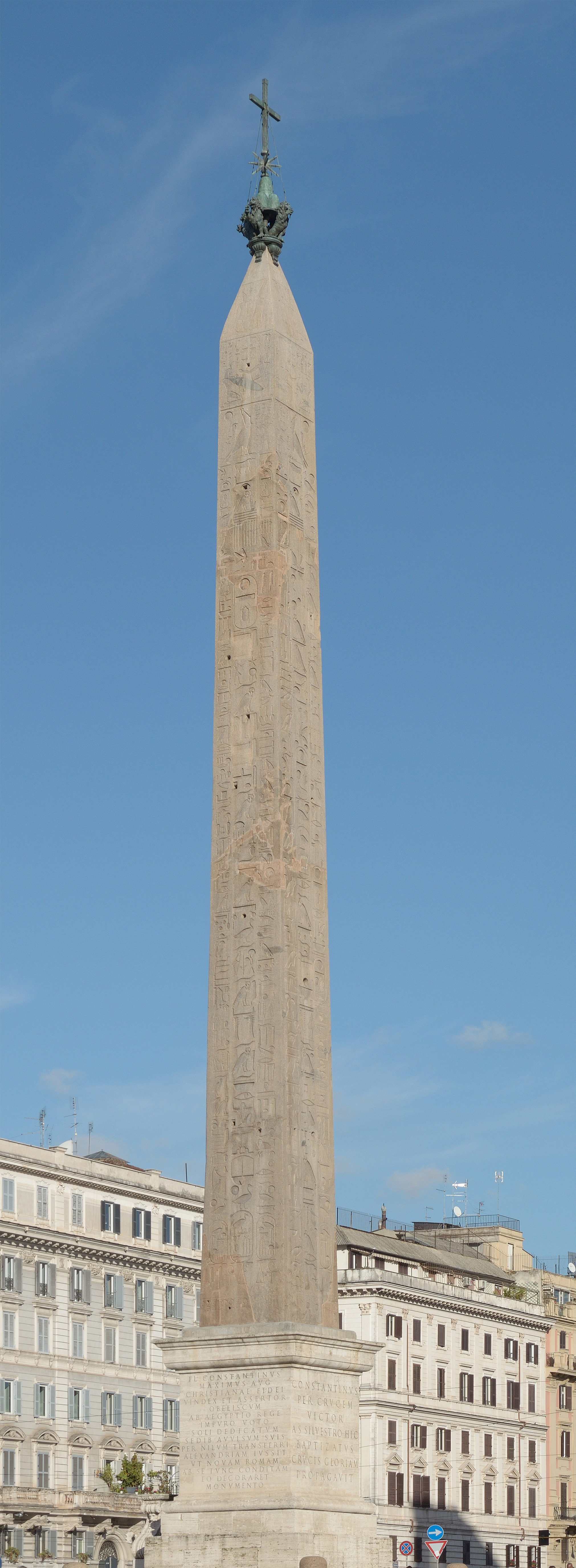
Obeliscul de la Lateran

Obeliscul de la Lateran, sau din Piața Sfântul Ioan de Lateran, a împodobit templul lui Amon-Ra de la Karnak la inițiativa faraonului Tutmosis al III-lea (1504-1450 e.A) și terminat de urmașul său Tutmosis al IV-lea cu hieroglifele sculptate pe trei laturi. Se spune că munca sculptorilor a durat în jur de 35 de ani.
Ammianus Marcellinus a relata că împăratul Augustus a dorit să aducă acest obelisc la Roma, dar a renunțat în favoarea unuia cu o talie mai modestă din motive legate de dificultățile tehnice ale timpului său. După scurgerea a trei secole, Constantin cel Mare (306-337 e.N) a dispus transportarea colosului monolitic de la Karnak la Alexandria, în anul 337 e.A, pentru a-l ridica la Constantinopol. El nu a mai apucat, însă, să-și ducă la bun sfârșit planul. Fiul și succesorul său, Constanțiu al II-lea (337-361 e.N), a preferat, după două decenii, în 357 e.A, să ducă obeliscul la Roma. L-a destinat să împodobească spina din Circus Maximus. Gigantul a primit loc lângă un alt obelisc, mai mic, adus petru aceeași spina de Augustus. Acela se găsește astăzi în Piazza del Popolo.
Marele obelisc a fost regăsit după 1250 de ani pe același loc, la o profunzime de 7 metri și rupt în trei bucăți. Săpăturile s-au întreprins, în 1587, din dispoziția papei Sixtus Quitus (Papa Sixt al V-lea), care a avut grijă să restaureze monumentul și să-l așeze în Piața Sfântul Ioan de Latran, în anul următor, 1588. Lucrările au revenit inginerului Domenico Fontana, care a reușit ridicarea pe data de 3 august. Inaugurarea a avut loc pe data de 10 august 1588, constituind un mare eveniment pentru o Romă aflată în ruină, mizerie și decadență arhitectonică. Obeliscul a luat locul statuii ecvestre a împăratului Marcus Aurelius, care a fost mutată pe Capitoliu.
O parte din bază, pe o lungime de 0,30 metri nu s-a mai putut recupera, precum și vârful piramidal. Înălțimea actuală atinge 32,18 metri, față de cea originară de 32,50 metri. Împreună cu piedestalul atinge 45,70 metri, iar greutatea monolitului este apreciată la aproape 350 de tone. Obeliscul este cel mai mare și mai greu din Roma și Europa.
Nu se poate trece cu vederea că faimosul Sixt al V-lea (Quintus) a transformat anticul Forum Romanum, în depozit de materiale, acoperind vestigiile venerabile sub zece metri de resturi de dărâmături. Forumul, vechi de pe timpul Tarquinilor, a devenit atunci „Câmpul vacilor” (Campo vaccino), „o suprafață prăfuită înconjurată de biserici mediocre, pe lângă care se ridicau unele coloane ce ieșeau din pământ pe jumătate, o suprafață melancolică și pustie”, de care nici un om cultivat nu se interesa.
Anterior acestei perioade, în anul 1536, sub pontificatul lui Paul al III-lea, Carol Quintul, apărătorul creștinătății la acea vreme, a făcut o vizită la Roma. Pentru a-i înlesni trecerea pe sub arcurile de triuf ale lui Constantin, Titus și Septimius Severus, papa a dispus demolarea „a mai mult de două sute de clădiri și trei sau patru biserici”, după cum relatează scandalizat scriitorul francez Rabelais, martor ocular.
Este straniu că nici pe timpul Renașterii italiene, decadența vechilor vestigii a fost tratată cu o indiferență vecină cu sacrilegiul. Mai mult, papii care domneau asupra Romei și acordau protecție fastuoasă celor mai mari maeștri – Michelangelo, Bramante, Rafael, Bernini – se comportau adesea ca niște vandali inconștienți și răzbunători cu vestigiile antice.

## Obeliscul din Piazza del Popolo

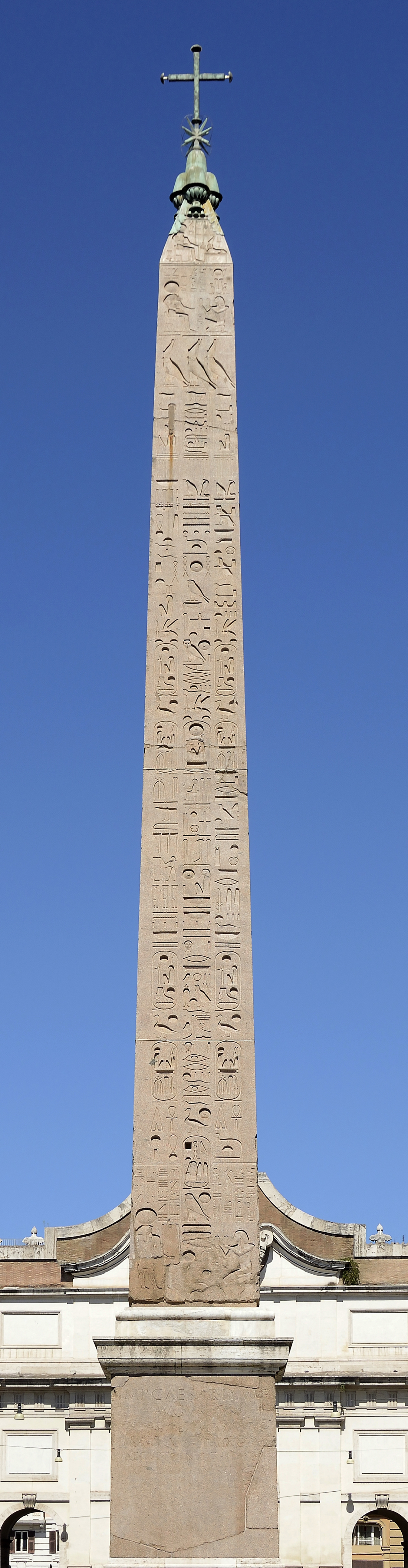
Obelisco Flaminio din Piazza del Popolo

Obeliscul din Piazza del Popolo este unul dintre primele obeliscuri aduse la Roma. Pentru că este așezat acum la începutul Viei Flaminia se mai numește și Obelisco Flaminio. Impăratul Augustus a dispus să fie adus împreună cu un obelisc pereche de la templul lui Ra din Heliopolis, Egipt. El fusese ridicat în templul zeului soarelui de căte faraonul Sethi I-ul și de urmașul aceluia Ramses al II-lea, în sec.al 13-lea e.A. Trei fațete sunt gravate cu numele lui Sethi I-ul, iar una cu numele lui Ramses al II-lea. Cel de al doilea obelisc adus de Augustus se află astăzi în Piazza di Montecitorio, tot din Roma.
Cel din Piazza del Popolo a împodobit, începând cu anul 10 e.A, spina din Circus Maximus, unde urma să-i țină companie un alt obelic, cel de la Latran, începând cu anul 357 e.N, deci după mai bine de trei secole și jumătate. Ulterior, în lunga perioadă a devastărilor Romei, celor două monumente li s-a pierdut urma, fiind, probabil, răsturnate la o dată necunoscută. Ambele au fost regăsite de papa Sixtus al V-lea pe timpul săpăturilor din 1587 și transportate, ca și altele, pentru a ornamenta piețe ale fostei capitale. Acesta a fost ridicat de Domenico Fontana, în 1589, în fața bisericii Santa Maria del Popolo. Mai târziu a devenit monumentul central în Piazza del Popolo, amenajată împrejurul lui. A fost renovat odată în anul 1793, iar apoi în 1816 și 1824. In 1818, la cele patru colțuri ale bazei s-a adăugat câte o fântână, străjuită de câte un leu sculptat și așezat pe un postament propriu.
Este lucrat din granit roșu de Syena, din apropiere de Assuan, măsoară 23,30 metri și cântărește în jur de 235 de tone.

## Obeliscul de la Pantheon

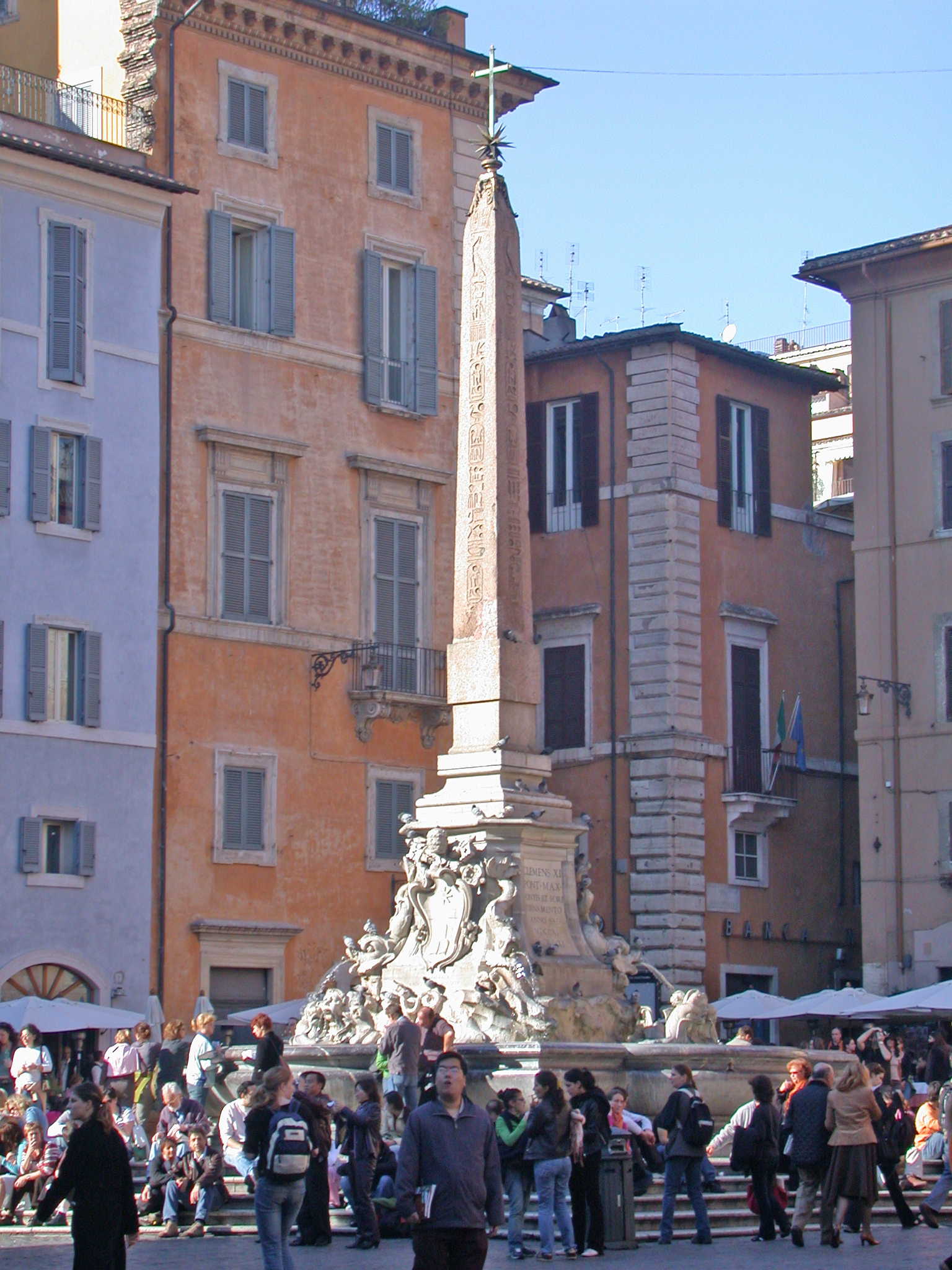
Obeliscul din Piazza della Rotonda de la Pantheon

Obeliscul de la Pantheon sau  se numără printre obeliscurile de mici dimensiuni aduse la Roma. El a fost destinat să împodobească templul zeiței egiptene Isis din capitala imperială. Hieroglifele săpate pe el adeveresc că a fost ridicat la Heliopolis, în Egipt, pe timpul faraonului Ramses al II-lea. A avut un obelisc pereche mult mai scurt, numit de italienii moderni, „Matteiano”, actualmente aflat la Villa Celimontana. Se apreciază că a ajuns la Roma pe timpul împăratului Domitianus (81-96 e.A).
Sub aceeași domnie au mai fost aduse multe altele, precum cel al Termelor lui Diocletianus (numit și obeliscul Dogali), cel din Piazza della Minerva, cel de la villa Celimontana, cel din Piazza Navona, cel din grădina Boboli de la Florența, cel de la Urbino, cel de la biserica Sfântul Ludovic a francezilor și cel de la München. Toate acestea din urmă au fost găsite pe locul fostului templu al lui Isis, fiind destinate a ornamenta Propileele templelor divinităților egiptene Isis (Iseum) și Serapis (Serapeum), din Câmpul lui Marte, temple amplasate foarte apropiat.
Templul zeiței Isis a avut o existență foarte aventuroasă la Roma, fiind de câteva ori distrus. Printre cei care l-au persecutat a fost și împăratul Tiberis. Acesta a dispus distrugerea templului și aruncarea statuii zeiței în Tibru. Templul lui Isis era plasat între Septa și templul zeiței Minerva și era ornat cu mai multe obeliscuri de talie mică, așezate în perechi. Așa cum s-a spus mai sus, un număr dintre ele s-au găsit, distruse și incomplete, în apropiere de biserica Santa Maria sopra Minerva din imediata apropiere a Pantheonului. Cele care s-au putut reface, au urmat destine diferite în timpurile moderne. Cel de la biserica Sfântul Ludovic a francezilor zace încă nedeportat. 
Obeliscul de la Pantheon a fost regăsit, în anul 1373, în apropiere de Piazza di San Macuto, de la care a primit și supranumele popular de „obelisco Macuteo”. A fost reînălțat la răsărit de biserica Santa Maria in Aracoeli, pe Capitoliu. După aproape trei secole și jumătate, în 1711, a fost dus în piața din fața Pantheonului, pe timpul pontificatului lui Clement al XI-lea. Papa a cerut arhitectului Filippo Barigioni (1672-1753) să așeze monolitul deasupra unei fântâni preexistente, fântână construită de Giacomo Della Porta (1533-1602).
Monumentul, dăltuit din granit roșu de Syena (Assuan), are înălțimea de 6,34 metri, dar împreună cu fântâna și piedestalul atinge 14,52 metri.

## Obeliscul de la monumentul Dogali

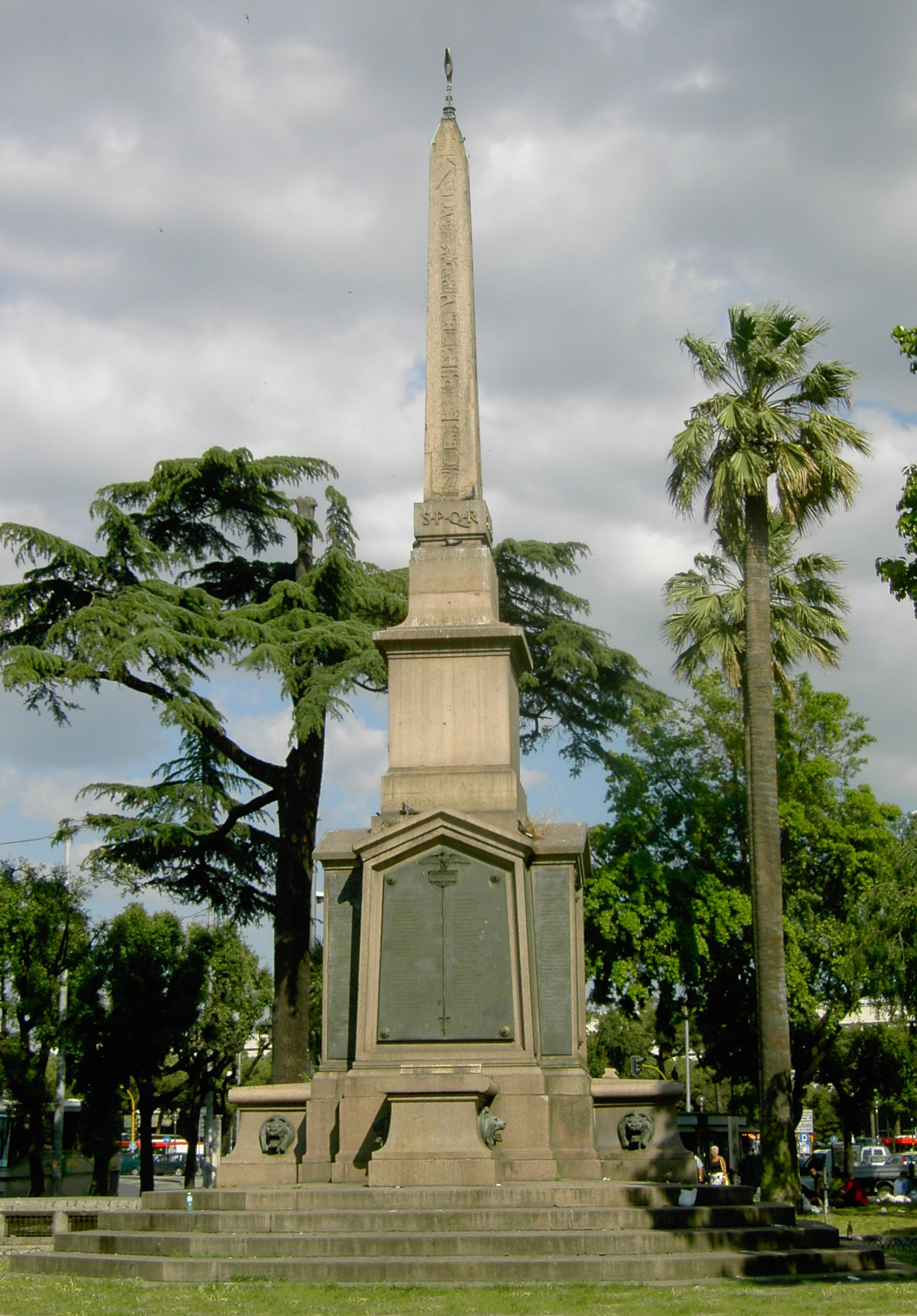
Obeliscul de la monumentul Dogali

Obeliscul de la monumentul Dogali sau Obeliscul Termelor lui Diocletianus a fost transportat la Roma pentru a fi plasat în preajma templului zeiței Isis, ca și cel de la Pantheon, cel din Piazza della Minerva, cel de la villa Celimontana, cel din Piazza Navona, cel din grădina Boboli de la Florența, cel de la Urbino, cel de la biserica Sfântul Ludovic a francezilor și cel de la München.
Este un obelisc mic din granit roșu de Syena (Assuan), cu o înălțime de 9,25 metri, care a fost ridicat împreună cu perechea sa în templul lui Ra de la Heliopolis, sub domnia faraonului Ramses al II-lea (1320-1278 e.A).
Redescoperit în 1883, și a fost reinstalat în 1887, din ordinul regelui Humbert I-ul, în grădina din fața gării centrale din Roma (gara Termini). El a devenit monument comemorativ în onoarea soldaților italieni morți eroic în Etiopia, pe timpul bătăliei de la Dogali, din 26 ianuarie 1887. In acea bătălie toți italienii au pierit după o rezistență îndârjită. In 1924/1925, obeliscul și-a ocupat actualul loc, în grădina Muzeului Național Roman.

## Obeliscul de la Villa Celimontana

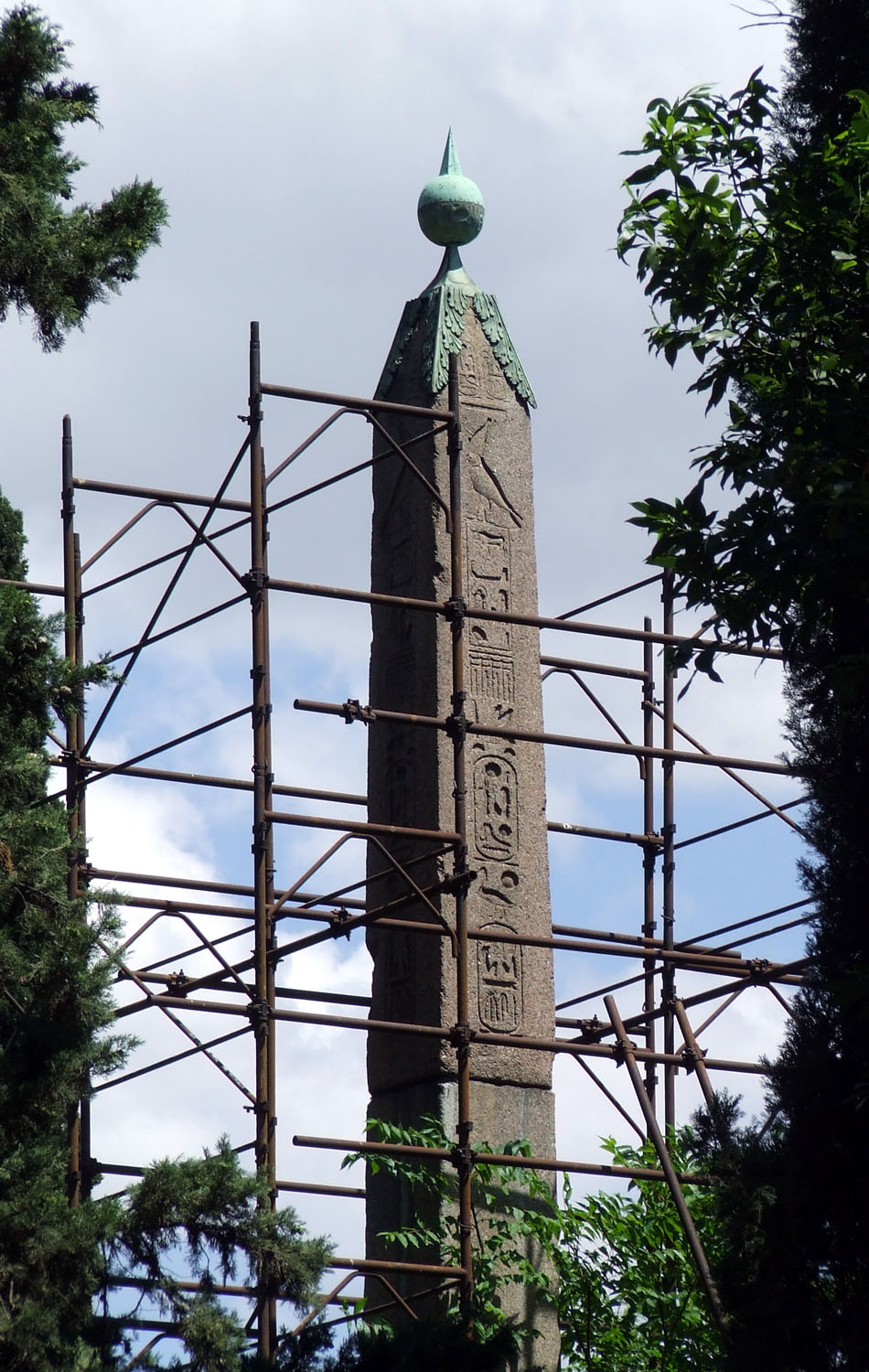
Obeliscul lui Ramses al II-lea de la Villa Celimontana

Obeliscul de la Villa Celimontana, este ridicat pe colina romană Caelius. Este de origine egipteană, fiind adus, ca și altele pentru templul zeței Isis (Iseum). A pierdut mult din dimensiunile antice, având astăzi o înălțime modestă de numai aproape de 3 metri fără piedestal. Se știe foarte puțin despre acest monument deoarece a fost regăsită numai o mică parte a vârfului său. Poartă săpat un cartuș hieroglific cu numele lui Ramses al II-lea (1320-1278 e.A) și este prezentat frecvent drept perechea celui de la Pantheon. Provine probabil,ca și acela, de la Heliopolis.
Se pare că a fost redescoperit tot în sec.al 14-lea, ca și perechea sa, și că ar fi stat circa două secole la răsărit de biserica Santa Maria in Aracoeli, pe Capitoliu. In 1582 a fost mutat de Cyriac Mattei în grădinile lui de pe colina Caelius. Familia Mattei l-a restaurat în 1820 și l-a amplasat în grădina Villa Celimontana.
Obeliscul este foarte fragmentat. Numai partea lui superioară, de 2,68 metri, este originală. La reconstruire s-a adăugat un fragment străin, prelucrat modern, astfel încât a putut atinge înălțimea de 12,23 metri împreună cu piedestalul și sfera adăugată în vârf. Prin lucrările de refacere a obținut o siluetă prezentabilă.
Intre 2008-2010, obeliscul a fost restaurat din nou chiar pe locul său, primind un alt soclu și un alt cadru peisagistic, prin crearea în jurul său a unei piețe.

## Obeliscul Montecitorio

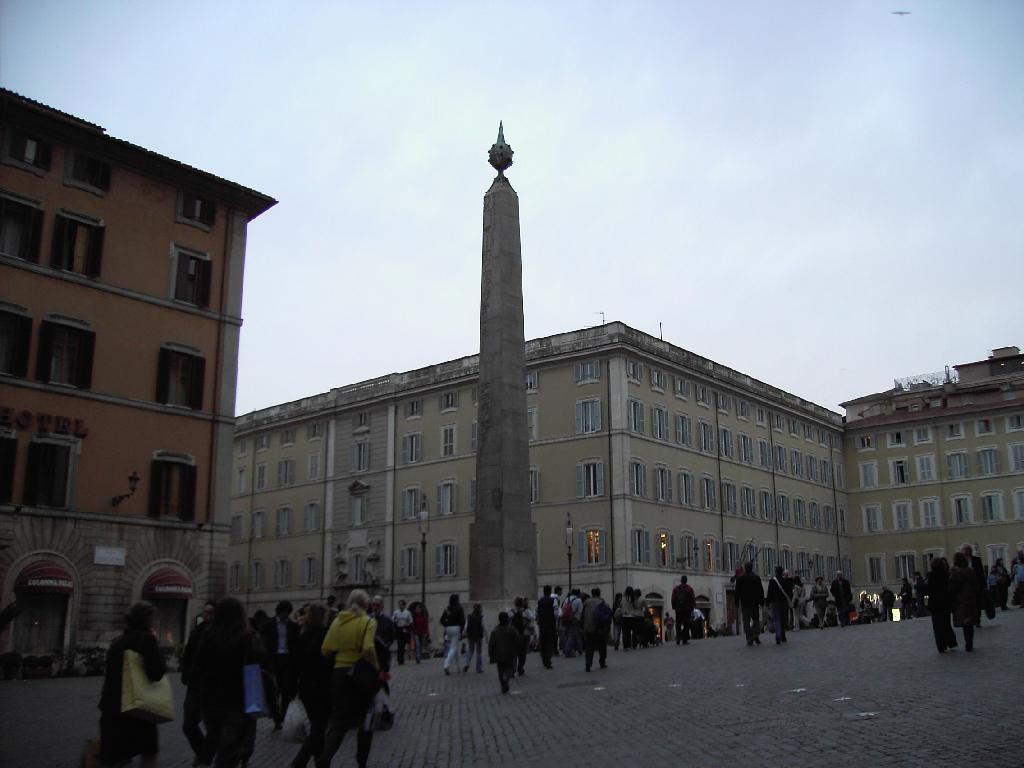
Obeliscul Montecitorio

Obeliscul Montecitorio este un obelisc egiptean de la Heliopolis, de pe timpul faraonului Psammetic al II-lea (sec.al 6-lea e.A). A fost adus la Roma pe timpul împăratului Augustus, în anul 10 e.A) și ridicat nu departe de locul actual, în Câmpul lui Marte, între actuala Piazza del Parlamento și Piazza di San Lorezo. Astăzi se găsește în Piazza Montecitorio (piața parlamentului), în fața palatului parlamentului italian.
Provine din orașul egipten Heliopolis, unde a străjuit templul zeului Ra. Este lucrat din granit roșu de Syena (Assuan) și poartă inscripții hieroglifice cu multe lacune, dar dintre care se distinge cartușul cu numele lui Psammetic al II-lea.
Augustus l-a destinat a deveni acul indicator al unui imens cadran solar orizontal în formă de sector cu o lungime de 160 de metri, realizat din travertin. Cadranul solar (horologiul lui Augustus) este bine cunoscut. Săpăturile recente au permis regăsirea unor fragmente ale lui, purtând litere de bronz ce datează de la o reamenajare de pe timpul lui Hadrianus (117-138 e.N). obeliscul s-a prăbușit în sec.al 10-lea sau al 11-lea și a fost redescoperit la începutul sec.al 16-lea.
După zeci de ani, în 1587, papa Sixtus al V-lea (Quintus) a decis să-l restaureze și a ordonat săpăturile necesare. Dar a renunțat când s-a constatat starea foarte proastă a monumentului, rupt în mai multe fragmente. Resturile obeliscului au fost reacoperite.
A rămas ascuns mai bine de un secol și jumătate, până în 1748. Atunci, sub papa Benedict al XIV-lea, a fost readus din nou la lumină, în fața edificiului cu numărul 3 din Piazza del Parlamento, acolo găsindu-se o placă comemorativă. Reinstalarea lui s-a făcut curând, sub pontificatul lui Pius al VI-lea, între 1787 și 1792, în Piazza Montecitorio, în fața palatului cu același nume, sediu al parlamentului italian din 1871.
Diversele fragmente găsite nu au permis reconstituirea integrală a monumentului, mai ales la bază. De aceea i s-a adăugat granit din resturile coloanei lui Antoninus, aflată în imediata apropiere. Astfel completat, monumentul prezintă un aspect foarte plăcut.
Pe vârful obeliscului s-a așezat o sferă din bronz ajurată cu noduli, cu bandă zodiacală și stele de bronz. Pe pavimentul pieței s-a încrustat un meridian pe care se proiectează raza soarelui ce trece prin fereastra din globul de bronz. Datorită acestor proprietăți obeliscul este numit „obeliscul solar”. Are înălțimea de 22 de metri și 34 de metri împreună cu piedestalul și sfera de bronz din vârf. Greutate lui atinge 230 de tone.

## Obeliscul din Piazza della Minerva

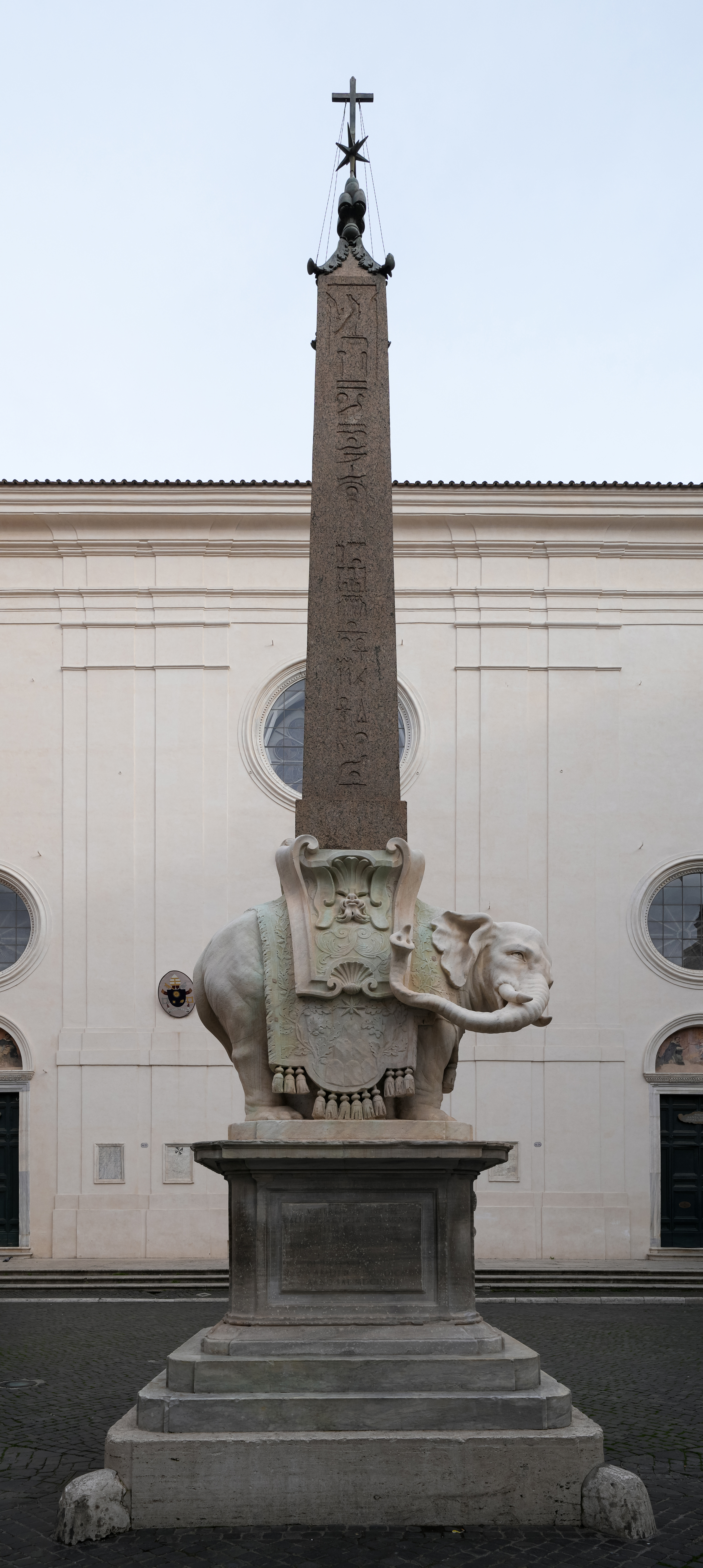
Obeliscul din Piazza della Minerva

Obeliscul din Piazza della Minerva este unul dintre cele aduse din Egipt pentru a orna templul zeiței Isis de la Roma (Iseum), din Câmpul lui Marte. Astăzi se află în fața bisericii Sfânta Maria sopra Minerva.
La origine acest obelisc a aparținut templului lui Neith de la Sais, în Egipt, fiind consacrat de faraonul Apries din dinastia a XXVI-a, în sec.al 6-lea e.A. Făcea pereche cu obeliscul ce se află acum în orașul Urbino, în Piazza del Rinascimento.
In prima jumătate a primului secol din era nouă, Caligula a dispus construirea unui nou templu al zeiței Isis la Roma. Pentru acela s-au importat numeroase statui și sfincși din Egipt. Nu se știe dacă cele două obeliscuri de la Sais au fost transportate chiar atunci, sau mai târziu, sub domnia lui Domitianus, cel care a ordonat reconstruirea templului devastat de un mare incendiu din Roma.
Obeliscul a fost regăsit în 1655 și reamplasat puțin mai departe, în 1667, în Piazza della Minerva, sub pontificatul lui Alexandru al VII-lea. Maestrul Bernini a conceput atunci un piedestal ieșit din comun, sub forma unui elefant din marmură, atașând și o inscripție inspirată din înțelepciunea înaintașilor:
(« Sapientis Ægypti / insculptas obelisco figuras / ab elephanto / belluarum fortissima / gestari quisquis hic vides / documentum intellige / robustae mentis esse / solidam sapientiam sustinere. »
" Aceste simboluri ale Egiptului, pe care le vezi gravate pe obeliscul ce susține elefantul, cel mai puternic dintre animale, trebuie înțelese că aparțin unui suflet puternic capabil de purta o imuabilă cunoștință.")

## Obeliscul de la Vatican

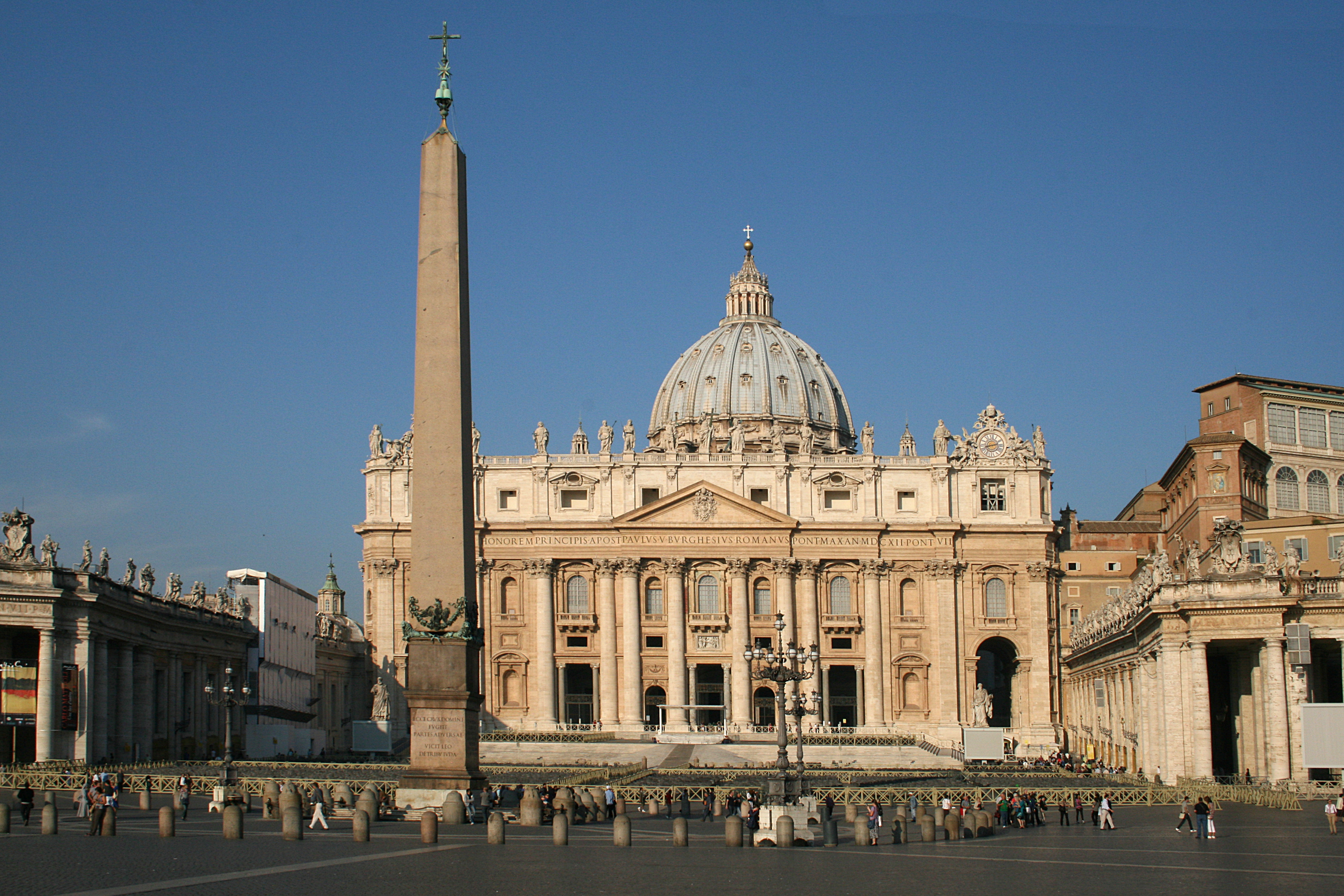
Obeliscul de la Vatican

Obeliscul de la Vatican este un obelisc egiptean, adus la Roma de către Caligula pentru a orna spina noului său circ de la Vatican, pe atunci în construcție. Astăzi se găsește în vasta piață Sfântul Petru și este singurul obelisc egiptean din Roma care, în mod fericit, nu a fost răsturnat pe timpurile vitrege.
Se presupune că obeliscul a provenit de la Heliopolis, în Egipt. El s-ar fi aflat lângă pilonul templului lui Ra și este atribuit faraonului Amenemhatal II-lea (sec.al 19-lea e.A). Intr-o primă fază a fost transportat la Alexandria din ordinul lui Augustus, până în Forum Augustum nou amenajat. Augustus ar fi dorit să-l aducă la Roma, dar impedimentele tehnice de atunci l-au făcut să renunțe.
Caligula a găsit posibilități de a-l transfera în capitală, în anul 37 e.N. pentru circul său. Plinius cel Bătrân relatează că a trebuit să se construiască o navă cu dimensiuni ne mai văzute, cu lungimea de 104. După acel transport nava a servit la o acțiune inedită. Puțin mai târziu, ea a fost încărcată cu lest și scufundată pentru a constitui fundație submarină a unui mare dig în portul lui Claudius la Ostia. Săpăturile arheologice au scos la lumină resturile zidului și ale navei pe un teren situat în incinta aeroportului Fiumicino.
Amplasamentul Circului lui Caligula este foarte bine cunoscut. El a fost demolat încă din antichitate pentru a se ridica bazilica dedicată Sfântului Petru de către Constantin cel Mare (306-337 e.N). Pe spina acelui stadion se afla, plasat în centru, marele monolit adus de Caligula. Odată cu edificarea măreței bazilici, obeliscul a rămas în picioare, la numai câțiva metri de latura ei sudică. Gradenele de nord ale circului au dispărut sub corpul bazilicii de astăzi. Obeliscul a rămas cu mândrie pe locul său originar, loc care, după o tradiție imemorială, ar marca locul aproximativ al martiriului Sfântului Petru, la câțiva metri de absida bazilicii lui Constantin și, apoi, a celei actuale. Pe timpul unor săpături s-au găsit urmele bazei sale originare lângă actuala sacristie.
Uitate pe timp îndelungat în evului mediu, obeliscurile antice au revenit în atenția papei Sixtus al V-lea (Quintus). El a hotărât să le restaureze pe unele și să le reașeze în fața principalelor edificii religioase romane. Pentru cel de la Vatican, inginerul Domenico Fontana a conceput o mașină de lemn pentru culcarea monolitului, pentru a-l transporta circa 300 de metri și pentru a-l ridica din nou. Acela a funcționat numai patru luni și a constituit o realizare ne mai întâlnită din antichitate.
In secolul următor, în 1660, Bernini a reamenajat Piața Sfântul Petru sub forma cunoscută astăzi, cu două colonade ample și grandioase la nord și la sud, cu monolitul la mijloc și cu două fântâni arteziene, câte una de fiecare parte.
Foarte cunoscutul obelisc de la Vatican este lucrat din granit roșu de Syena (Assuan). Are înălțimea de aproape 25 de metri fiind al doilea ca mărime după cel de la Latran și adus cu trei secole mai târziu la Roma. Ele este cu totul lipsit de inscripții egiptene, dar are pe două fețe dedicații adresate lui Augustus și Tiberius din timpul urmașului lor Caligula.

## Obeliscul din Piazza Quirinale

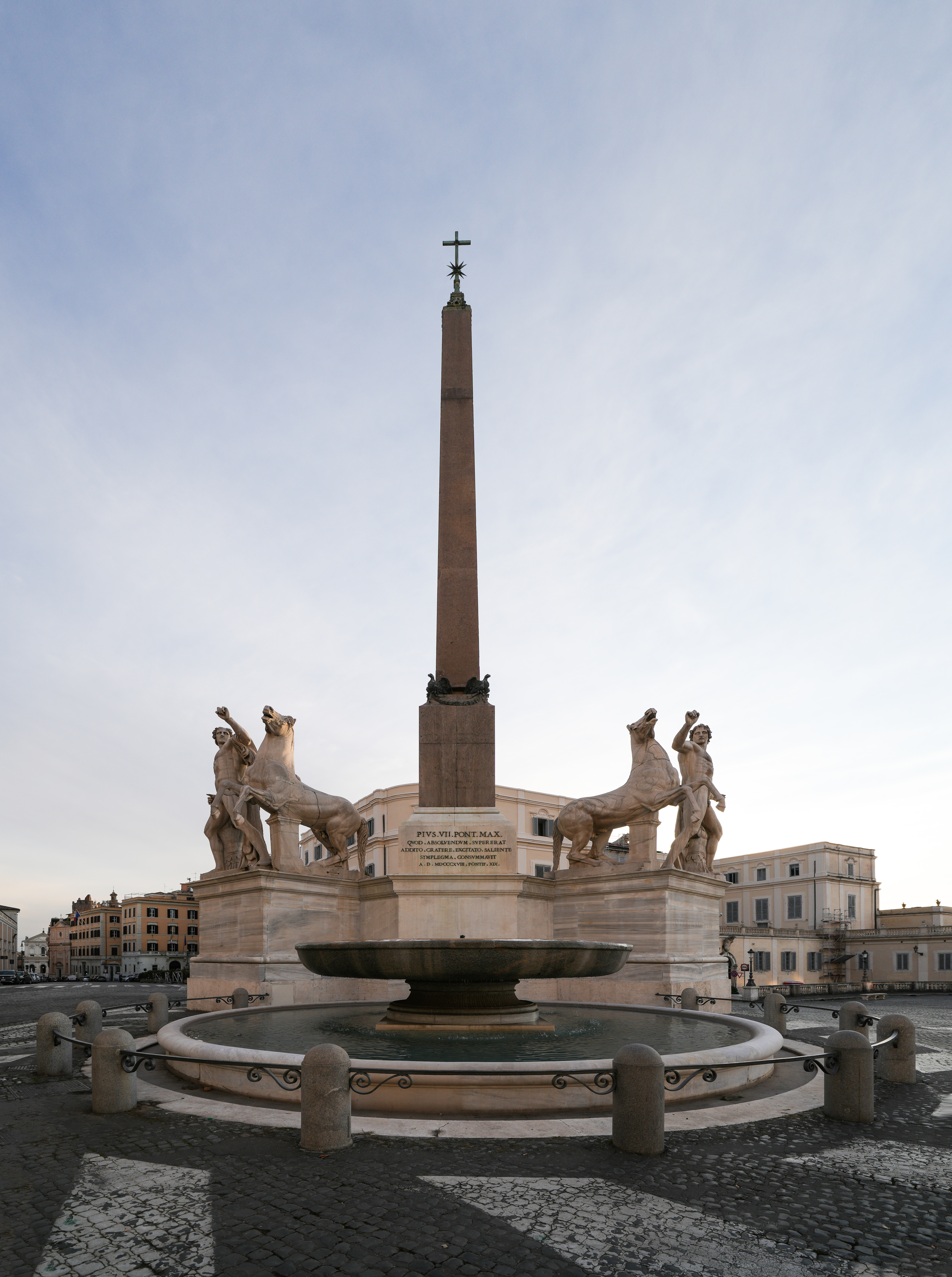
Obeliscul din Piazza Quirinale

Obeliscul din Piazza Quirinale este unul dintre cele două care străjuiau intrarea în mausoleul lui Augustus și astăzi stă în fața palatului președintelui Italiei. Este un obelisc tăiat în Egipt, pe timpul stăpânirii romane, probabil în primul secol al erei noi (e.N.). Nu are nici o inscripție, fapt ce îl aseamănă cu perechea sa de pe Esquilin, dar îl aseamănă cu cel de la Vatican.
Cele două obeliscuri, cel de la Quirinale și cel de la Esquilin, adică cel din dreptul absidei bisericii Santa Maria Maggiore, au fost așezate la intrarea mausoleului lui Augustus pe timpul lui Domitianus (81-96 e.N). Ambele s-au prăbușit și rupt pe timpul evului mediu timpuriu, cel mai sigur din rea voință umană.
Cel de la Quirinale are 14,60 metri înălțime și a fost redescoperit în 1527. După două secole și jumătate, în anul 1782, a fost ridicat în piața Quirinale, din inițiativa papei Pius al IV-lea (1775-1799). Cu el s.a împodobit o fântână decorată, la rândul ei, de două statui romane monumentale ale Dioscurilor Castor și Pollux împreună cu caii lor, statui provenite din Termele lui Constantin. Monumentul poartă însemnele papei Alexandru al VII-lea (1655-1667), o stea deasupra a șase munți.

## Obeliscul de pe Esquilin

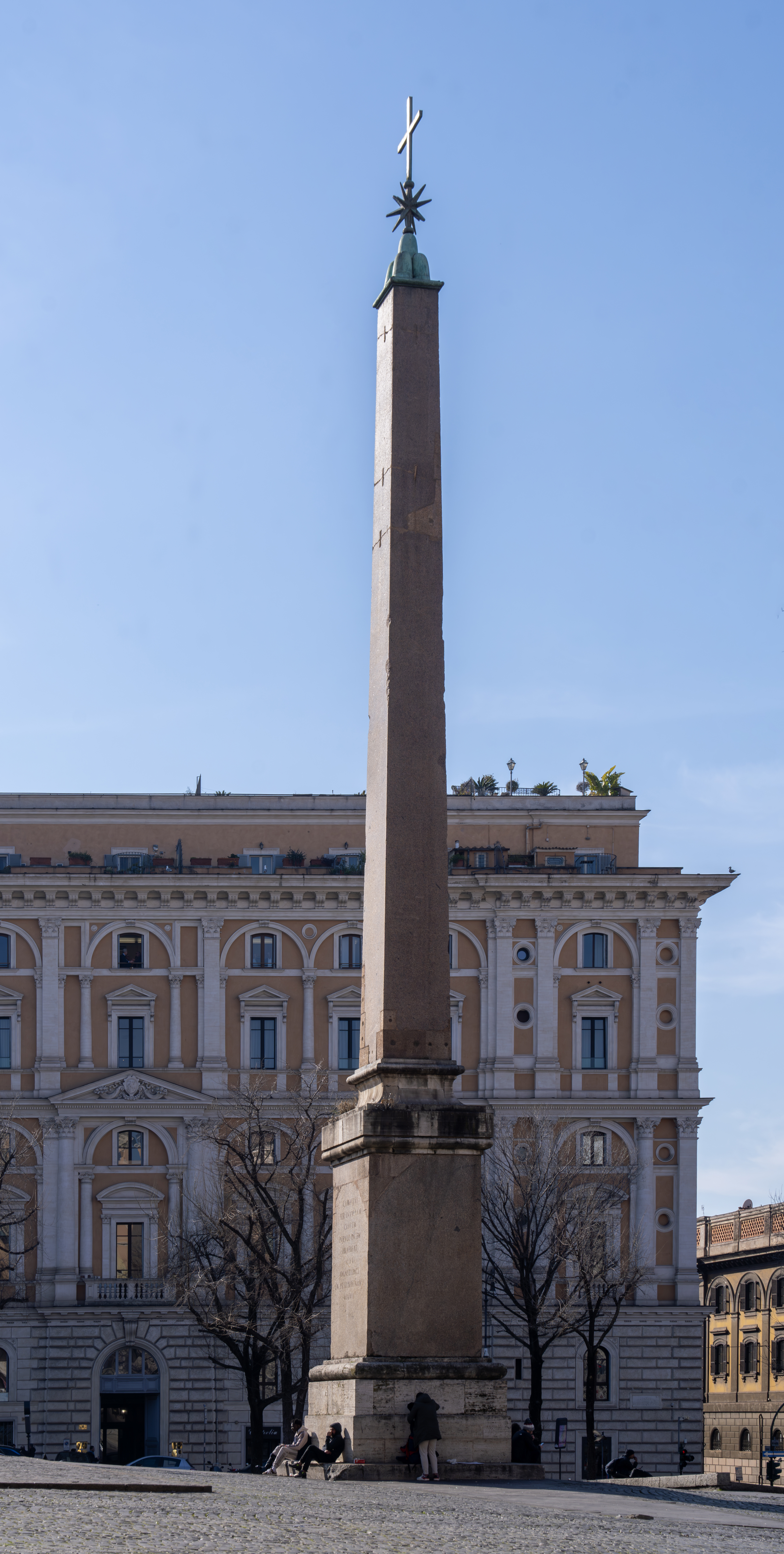
Obeliscul de pe Esquilin

Obeliscul de pe Esquilin se află în dreptul absidei bisericii Santa Maria Maggiore. La fel ca și perechea sa de la Quirinale a fost dăltuit în timpul stăpânirii romane asupra Egiptului, în primul secol al erei noi (e.N.). A fost adus la Roma pe timpul domniei lui Domitianus (81-96 e.N) și nu are săpate inscripții cu hieroglife, fapt ce îl aseamănă cu perechea lui cu care a străjuit intrarea în mausoleul lui Augustus, dar și cu obeliscul de la Vatican. Acest monolit a străjuit în stânga intrării în mausoleul lui Augustus. La fel ca cel de la Quirinale, s-a prăbușit și s-a rupt în evul mediu timpuriu, dispărând în uitare. Are o înălțime de 14,75 metri, foarte apropiată de a celui ce i-a stat alături.
Descoperit în 1527 în spatele bisericii San Rocco, el a fost reamplasat abia după șaizeci de ani, în 1587, pe timpul papei Sixtus al V-lea (Quintus), cel care a deschis apetitul pentru vechile obeliscuri din Roma antică, dar și cel care a acoperit cu inconștiență, cu resturi materiale, ceea ce mai rămăsese din străvechiul Forum Romanum, for ce s-a născut încă de pe timpul regilor etrusci ai Romei.

## Obeliscul de la Trinità dei Monti

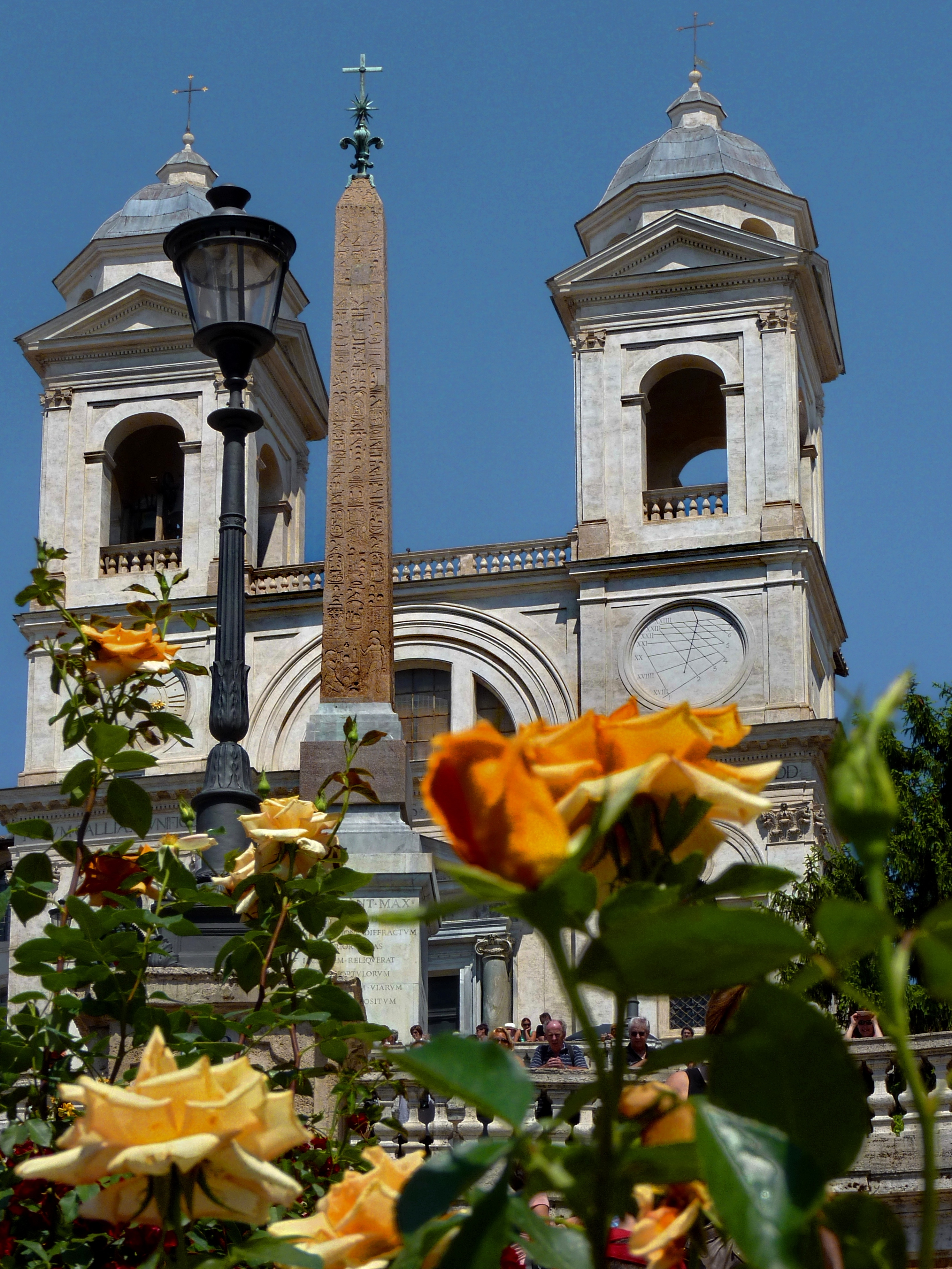
Obeliscul de la Trinità dei Monti

Obeliscul de la Trinità dei Monti este situat pe colina Pincio, situată la nord de Quirinale și care domină Câmpul lui Marte. Este înălțat în partea de sus a scării monumentale din Piazza di Spania, unul dintre punctele cele mai aglomerate ale capitalei moderne. Are o înălțime de 13,97 metri și poartă inscripții hieroglifice cu numele faraonilor Sethi I-ul și Ramses al II-lea, copii destul de stângaci executate ale inscripțiilor de pe obeliscul din Piazza del Popolo.
Executat din granit roșu din carierele de la Syena (Assuan), a fost semnalat de istoricul Ammianus Marcellinus ca monolit adus în Roma după domnia lui Augustus. Acela nu a precizat  pe timpul cărui împărat a traversat Mediterana monumentul. A relatat numai că a fost instalat în grădinile lui Sallustus pe colina numită Pincio, colină plină de grădini cu numele primit de la niște proprietari din sec.al VI-lea e.A. Pincio nu a făcut parte dintre cele șapte coline ale Romei, cu toate că a fost cuprinsă între marile ziduri ridicate de Aurelianus, în anii 270-273 e.N.
Obeliscul s-a prăbușit chiar pe locul consacrat în epoca romană. Papa Sixtus al V-lea (Quintus) l-a cuprins în planurile sale urbanistice, dar nu a mai apucat să-l folosească.
Athanasius Kircher a fost primul care a observat similitudinea inscripțiilor lui cu cele de pe obeliscul din Piazza del Popolo și a sugerat papei Alexandru al VII-lea ideea unei noi folosiri a monolitului.
In 1734, papa Clement al XII-lea (1730-1740) a dispus ca obeliscul să fie depozitat la Latran. Acolo a rămas 55 de ani, existând tentative de negociere pentru mutarea lui la Paris în fața bisericii Notre-Dame. Papa Pius al VI-lea (1775-1799) a luat decizia finală, contestată în epocă, apoi unanim aplaudată, de instalare a obeliscului în locul cu frumoasă perspectivă din capătul scării Spaniei, în fața bisericii-abație Trinita di Monti, biserică franceză. Incoronarea cu flori de crin a obeliscului reprezintă o delicată atenție acordată Franței.
Baza obeliscului rămasă în grădina de pe Pincio a fost regăsită în 1843 și remontată în apropiere de Villa Ludovisi, unde a rămas până în 1926. Mussolini s-a gândit să ridice un monument care să amintească de marșul asupra Romei, din anul 1922. Pentru acesta a transferat baza obeliscului pe Capitoliu, unde a decorat-o corespunzător și unde a inaugurat noul monument în 1926.

## Obeliscul din Piazza Navona

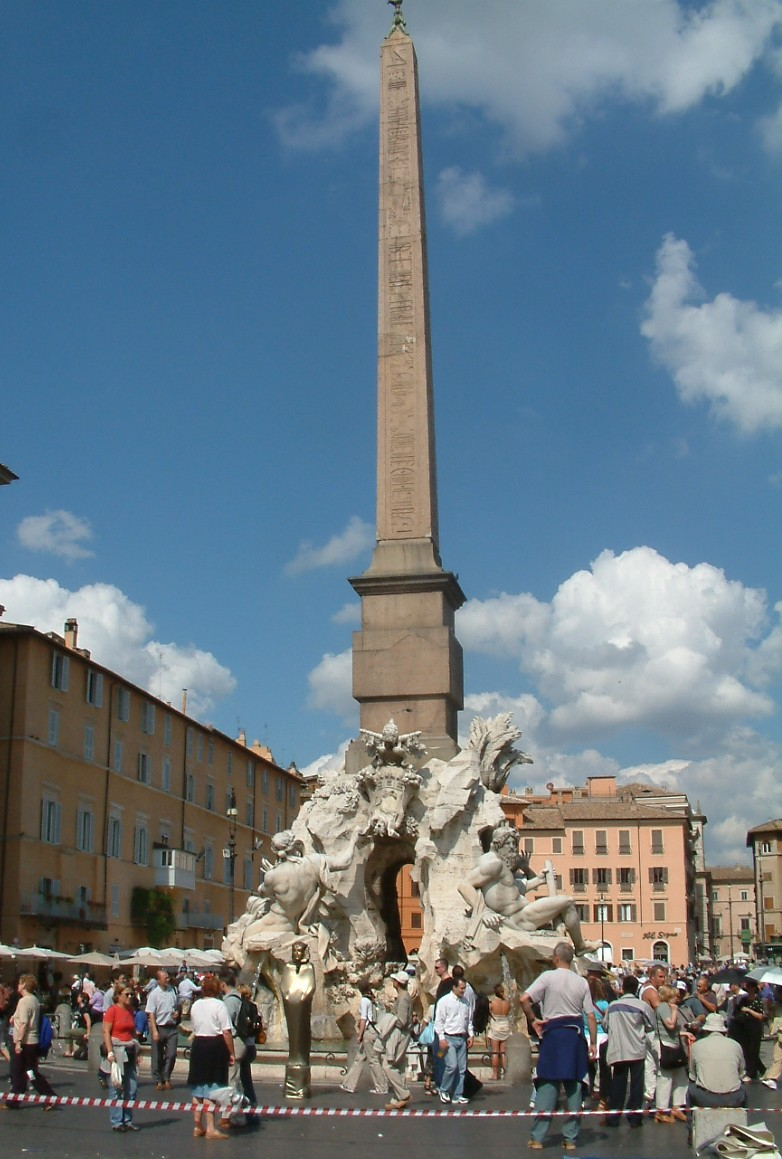
Obeliscul de la Fântâna celor Patru Fluvii din Piazza Navona

Obeliscul din Piazza Navona sau Obeliscul de la Fântâna celor Patru Fluvii este un obelisc egiptea din epoca romană. El a ocupat la Roma trei poziții succesive.
Originea egipteană a acestui obelisc de talie mijlocie, de 16,50 metri nu este pusă la îndoială deoarece este tăiat din granit roșu de Syena (Assuan), dar inscripțiile cu hieroglife de pe cele patru fețe ale sale amintesc de numele lui Domitianus (81-96). Este vorba, deci, de o comandă a acelui împărat, comandă legată de ascensiunea lui la tron.
Pe timpul lui Domitian, se pare că a fost ridicat între templele zeiței Isis (Iseum) și cel al lui Serapis (Serapeum), unde probabil s-au aflat și  cele două mari statui ale fluviilor Nil și Tibru, astăzi conservate una la Vatican și alta la Luvru. Locul lui se pare că a fost indicat pe marea hartă de marmură creată pe timpul Septimius Severus (Forma Urbis Severiana), pe mijlocul străzii actuale „Piciorul de marmură” (via Pie di Marmo).
La începutul sec.al 4-lea e.N, a fost reutilizat pentru a împodobi spina Circului lui Maxentius (306-312 e.N), amenajat de împărat pe Via Appia, în onoarea fiului său Romulus, mort în 309 e.N. Acolo a fost găsit rupt în mai multe bucăți.
Obeliscul nu a intrat în planurile urbanistice ale papei Sixtus al V-lea (Quintus). El a trebuit să aștepte până în 1651, sub pontificatul lui Innocentius al X-lea, pentru a fi restaurat și plasat de Bernini pe fântâna sa din Piazza Navona (Fântâna celor Patru Fluvii), fostul stadion al lui Domitianus. Este vorba de Fântâna celor Patru Fluvii.
Obeliscul este dotat cu un porumbel, emblema unei familii romane (Pamphili) ce deținea un palat în Piazza Navona și care a dat mai mulți papi.

## Obeliscul de pe colina Pincio

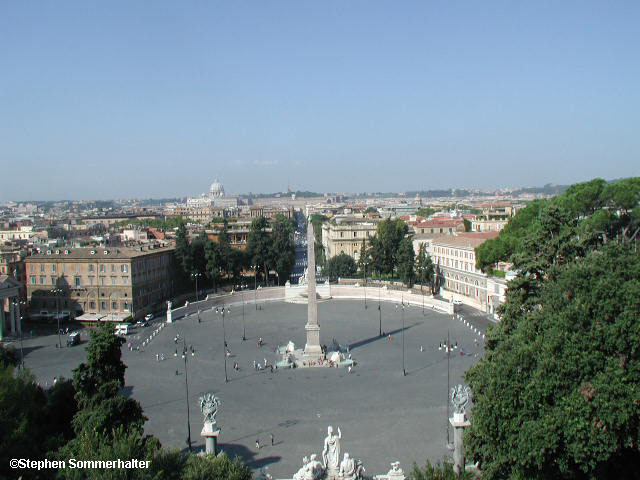
Obeliscul de pe colina Pincio

Obeliscul de pe colina Pincio este un monolit egiptean din epoca romană. Pe fețele lui se găsesc hieroglife săpate numai cu scop decorativ. Monolitul a fost adus la Roma din dorința împăratului Hadrianus (117-138 e.N) de a-l plasa pe Via Labicana, spre a-l comemora pe tânărul său amant, Antinoüs.
În sec.al 3-lea a fost dus să decoreze spina Circului Varianus, din apropiere de Porta Maggiore, construită în anul 52 e.N, sub domnia împăratului Claudius. Poarta suportă apeductul Aqua Claudia la traversarea a două artere, Via Praenestina și Via Labicana. În antichitate s-a numit Porta Praenestina-Labicana și a fost integrată în zidurile lui Aurelianus, în 272 e.N. Pe acel loc a fost regăsit monumentul în sec.al 16-lea.
În 1633, s-a mutat în grădina palatului Barberini, apoi în Cortilla della Pigna, la Vatican. În final, el a fost reînălțat, de către Giuseppe Valadier în grădinile de pe colina Pincio, în 1822, sub pontificatul lui Pius al VII-lea (1799-1823).

## Obeliscul nedezgropat
Obeliscul nedezgropat. Se află încă acoperit alături de biserica Sfântul Ludovic a francezilor și este cel de al 14-lea obelisc al Romei cu existență cunoscută.